# Cantó de Saint-Dizier-Sud-Est
El cantó de Saint-Dizier-Sud-Est és un cantó francès del departament de l'Alt Marne, situat al districte de Saint-Dizier. Té 2 municipis i part del de Saint-Dizier.

## Municipis
- Chamouilley
- Roches-sur-Marne
- Saint-Dizier (part)

## Història
| Data d'elecció                           | Identitat         | Partit                    | Qualitat |
| ---------------------------------------- | ----------------- | ------------------------- | -------- |
| 1982-1988                                | Pol Fontaine      | PCF                       |          |
| 1988-1994                                | Jacques Faglin    | PS, després Divers gauche |          |
| 1994-                                    | Marcelle Fontaine | PCF                       |          |
| les dades anteriors no són pas conegudes |                   |                           |          |
|                                          |                   |                           |          |